# بوحيري (مقاطعة دشتي)
بوحيري (بالفارسية: بوحیری) هي قرية تقع في إيران في قسم مركزي الريفي. يقدر عدد سكانها بـ 1070 نسمة بحسب إحصاء 2016.